# Bad Company
Bad Company je angleška rock skupina, ki je nastala leta 1973. Ustanovni člani so bili : pevec Paul Rodgers, bobnar Simon Kirke, kitarist Mick Ralphs in basist Boz Burrell.

## Diskografija
- Bad Company (1974)
- Straight Shooter (1975)
- Run with the Pack (1976)
- Burnin' Sky (1977)
- Desolation Angels (1979)
- Rough Diamonds (1982)
- Fame and Fortune (1986)
- Dangerous Age (1988)
- Holy Water (1990)
- Here Comes Trouble (1992)
- Company of Strangers (1995)
- Stories Told & Untold (1996)